# Rafflesiaceae
Famille
Classification APG III (2009)
Les Rafflesiaceae (les Rafflésiacées) sont une famille de plantes à fleurs dicotylédones de l'ordre des Malpighiales qui comprend 50 espèces réparties en 3 à 9 genres.
On les trouve dans les régions tempérées chaudes (bassin méditerranéen, moyen-orient) et dans les régions subtropicales à tropicales (Amérique du Sud, centrale, sud ouest des États-Unis, Afrique du Sud, Madagascar, Asie du Sud-Est, Malaisie, Australie). En France elle est représentée par le Cytinus hypocistis parasite du ciste à fleur blanche sur le pourtour méditerranéen. En Malaisie, Rafflesia arnoldii produit la plus grosse fleur du monde (un mètre de diamètre environ).

## Étymologie
Le nom vient du genre type Rafflesia donné en hommage au militaire et naturaliste britannique Thomas Stamford Raffles (1781–1826), connu pour avoir fondé, en 1819 un poste de commerce qui deviendra la ville de Singapour. Il découvrit la plante avec le naturaliste britannique Joseph Arnold (1782–1818). 

## Classification
En classification phylogénétique APG (1998) et classification phylogénétique APG II (2003), cette famille est acceptée, mais est évaluée à une position incertaine.
Le Angiosperm Phylogeny Website accepte les Rafflésiacées, famille d'environ 20 espèces en trois genres.
Les Mitrastémonacées (Mitrastemon (en)), les Cytinacées (Cytinus) et  les Apodanthacées (Apodanthes (es)) sont aussi des familles à la position incertaine selon les classification APG et classification APG II.
Une étude de leur ADN mitochondrial en 2004 les place parmi les euphorbiacées.

## Description
Ce sont des plantes totalement parasites, généralement sans chlorophylle et sans racines, fixées par des suçoirs sur les racines de leurs hôtes. Beaucoup ont des fleurs cadavres dotées d'un périanthe simple, parfois pétaloïde. Les filets des étamines sont soudés, formant un tube qui entoure le style ou y est soudé. Le fruit est souvent du type baie contenant de nombreuses graines. Le diamètre des fleurs est passé de 24 à 189 mm sur une période de 46 millions d'années, ce qui représente une augmentation de taille de 8 % par million d'années. La tendance au gigantisme floral au sein de cette famille est associée à une meilleure efficacité de la production et de la diffusion de l'odeur de charogne qui attire les insectes nécrophages pollinisateurs (diptères, coléoptères).

## Liste des genres
Selon Angiosperm Phylogeny Website (25 mai 2010), NCBI (25 mai 2010) et DELTA Angio (25 mai 2010) :
- Rafflesia
- Rhizanthes
- Sapria

Selon ITIS (25 mai 2010) :
- Pilostyles Guill.

Selon [réf. nécessaire] :
- Apodanthes
- Bdallophytum
- Berlinianche
- Cytinus
- Mitrastemon
- Pilostyles
- Rafflesia
- Rhizanthes
- Sapria

## Liste des espèces
Selon NCBI (25 mai 2010) :
- genre Rafflesia
  - Rafflesia arnoldii
  - Rafflesia cantleyi
  - Rafflesia gadutensis
  - Rafflesia hasseltii
  - Rafflesia keithii
  - Rafflesia kerrii
  - Rafflesia manillana
  - Rafflesia micropylora
  - Rafflesia patma
  - Rafflesia pricei
  - Rafflesia rochussenii
  - Rafflesia speciosa
  - Rafflesia tengku-adlinii
  - Rafflesia tuan-mudae
  - Rafflesia zollingeriana
  - Rafflesia sp. Clemens 32422
- genre Rhizanthes
  - Rhizanthes deceptor
  - Rhizanthes infanticida
  - Rhizanthes lowii
  - Rhizanthes zippelii
- genre Sapria
  - Sapria himalayana
  - Sapria poilanei
  - Sapria ram